# Бадр ад-Дин аль-Кашмири
Бадр ад-Дин аль-Кашмири (араб. بدر الدين الكشميري‎) — плодовитый среднеазиатский писатель второй половины XVI века. Произведения Кашмири являются важными источниками по политической, социальной, культурной и религиозной истории Средней Азии.

## Биография
Его полное имя: Бадр ад-Дин ал-Кашмири ибн Абд ас-Салам аль-Хусайни ибн Сейид Ибрахим, Мутриби Смарканди называл его Мир Кашмири. Кашмири был тесно связан с бухарскими шейхами Джуйбаридами — Ходжа Мухаммадом Исламом (ум. 1563), его сыном Ходжа Саадом (ум. 1589) и с их покровителем Абдулла-ханом. Большая часть сведений о Кашмири известно из его собственных произведений. Имеется лишь два упоминания о нём в трудах других авторов: в тазкире от Мутриби в «Нусха-е зиба-е Джахангир» и в агиографии о происхождении Джуйбаридов «Матлаб ат-талибин».
Известен своим трудом «Равзат ар-ризван ва Хадикат ал-гилман», в котором описаны экономические, политические и культурная жизнь Мавараннахра вторая половина XVI века, отношения Ирана с Бухарским ханством, собраны стихи поэтов городов Бухара, Самарканд, Мерв. Имеются сведения о том, как казахи вернули себе города на побережье Сырдарии, о развитии промыслов в Казахском ханстве.